# Qiu Qiyuan
Qiu Qiyuan (Fujian (China), 24 mei 2007) is een Chinese gymnaste.

## Carrière
In 2023 was ze net oud genoeg om te mogen deelnemen aan het  wereldkampioenschap in Antwerpen en won ze meteen de gouden medaille op de ongelijke leggers.
In 2024 op de Olympische Spelen in Parijs haalde ze de zilveren medaille aan de brug, met een score van 15,5. Deze ongezien hoge score was niet hoog genoeg voor de gouden medaille, die was voor de Algerijnse Kaylia Nemour. Met het Chinese team werd ze zesde, samen met Luo Huan, Ou Yushan, Zhou Yaqin en Zhang Yihan, en in de meerkampfinale werd ze zevende.

## Resultaten
| Jaar | Plaats                        | Resultaten                   |
| ---- | ----------------------------- | ---------------------------- |
| 2023 | Wereldkampioenschap Antwerpen | brug · 4e meerkamp · 4e team |
| 2024 | Olympische Spelen Parijs      | brug · 6e team · 7e meerkamp |

1950: Gertrude Kolar / Ann-Sofi Pettersson ·
1954: Ágnes Keleti ·
1958: Larissa Latynina ·
1962: Irina Pervushina ·
1966: Natalja Koetsjinskaja ·
1970: Karin Janz ·
1974: Annelore Zinke ·
1978: Marcia Frederick ·
1979: Maxi Gnauck / Ma Yanhong ·
1981: Maxi Gnauck ·
1983: Maxi Gnauck ·
1985: Gabriele Faehnrich ·
1987: Daniela Silivaș / Dörte Thümmler ·
1989: Fan Di / Daniela Silivaș ·
1991: Kim Gwang-suk ·
1992: Lavinia Miloșovici ·
1993: Shannon Miller ·
1994: Luo Li ·
1995: Svetlana Chorkina ·
1996: Svetlana Chorkina / Elena Piskun ·
1997: Svetlana Chorkina ·
1999: Svetlana Chorkina ·
2001: Svetlana Chorkina ·
2002: Courtney Kupets ·
2003: Chellsie Memmel / Hollie Vise ·
2005: Nastia Liukin ·
2006: Beth Tweddle ·
2007: Ksenia Semenova ·
2009: He Kexin ·
2010: Beth Tweddle ·
2011: Viktoria Komova ·
2013: Huang Huidan ·
2014: Yao Jinnan ·
2015: Fan / Kocian /  Komova /  Spiridonova ·
2017: Fan Yilin ·
2018: Nina Derwael ·
2019: Nina Derwael ·
2021: Wei Xiaoyuan·
2022: Wei Xiaoyuan·
2023: Qiu Qiyuan·